# Galerella flavescens
La mangosta esbelta de Angola (Galerella flavescens) es una especie de mamífero carnívoro de la familia Herpestidae que vive en el sudeste de África, específicamente en Angola y Namibia. Vive en las sabanas y evita los desiertos y bosques densos.
Esta especie posee un cuerpo largo y delgado y los machos son un 15% más grandes que las hembras. Tienen 38 dientes.
Los machos no colaboran con el cuidado de las crías. Los jóvenes abren los ojos hasta las tres semanas de edad y permanecen con sus madres hasta las 10 semanas y obtienen su dentadura de adultos a las 24 semanas.